# Se caută un paznic
Se caută un paznic este un film sovieto-moldovenesc din 1967 regizat de Gheorghe Vodă după un basm dramatic de Vlad Ioviță bazat pe povestea „Ivan Turbincă” scrisă de Ion Creangă și publicată la 1 aprilie 1878.
A fost produs de studioul cinematografic Moldova-Film și are o durată de aprox. 70 de minute. Filmările principale au fost realizate în regiunea Cernăuți din nordul Bucovinei, fiind folosiți ca figuranți mai mulți țărani români autentici, neasimilați de regimul sovietic. Potrivit mărturiilor publicate în cartea Eugen Doga: Muzica este prima și ultima mea iubire (2012), compozitorul transnistrean Eugen Doga a înțeles acolo că moldovenii și românii au aceeași cultură: limbă, tradiții, folclor, port și dans popular, fapt ce i-a marcat creația viitoare.

## Prezentare
Dumnezeu și cu Sfântul Petru caută paznic pentru porțile Raiului și coboară pe Pământ ca să găsească persoana potrivită. Filmul prezintă peripețiile lui Ivan Turbincă ca paznic al porților Raiului.

## Distribuție
- Ion Ungureanu — Sfântul Petru
- Mihai Volontir — Ivan Turbincă
- Ion Șcurea — Dumnezeu
- Nina Vodă — Moartea
- Mihail Curagău — Michiduță
- Maria Chibzii — Îngerița
- Anatol Rusu — mutul
- Ilie Todorov — Scaraoțchi

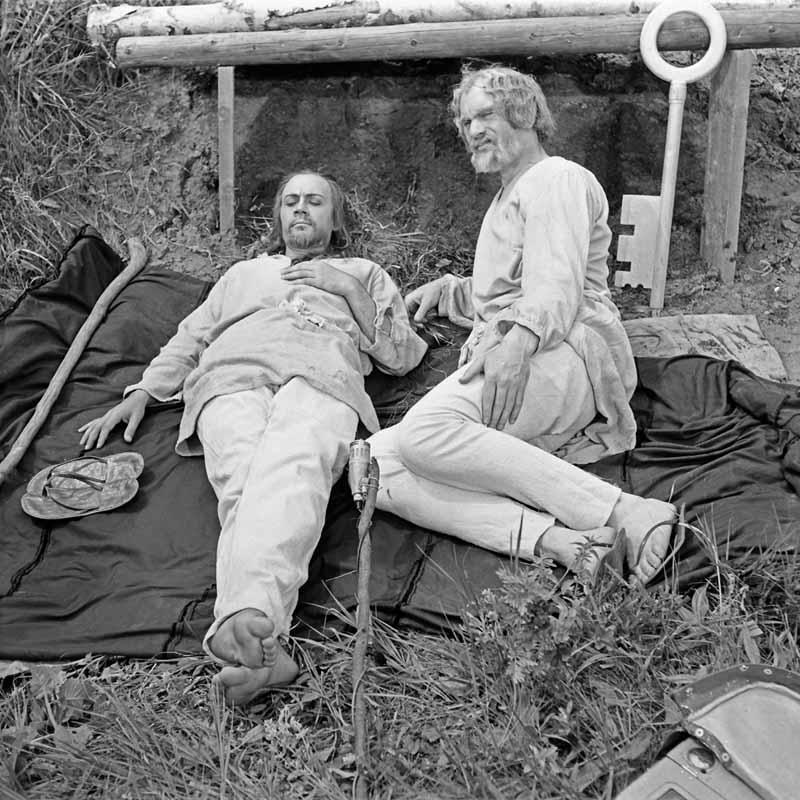
Dumnezeu și Sfântul Petru într-o viziune populară inspirată din povestea lui Ion Creangă. Imagine din filmul Se caută un paznic (1967).

În alte roluri au jucat M. Apostolov, Trifon Gruzin, M. Badicheanu, V. Constantin, V. Cucu, D. Margine, G. Sainciuc, A. Naghit, V. Savca, G. Rotăraș, Grigore Grigoriu, I. Gore.

## Primire
Filmul a obținut Premiul special al juriului pentru cea mai bună comedie și Premiul special al juriului pentru cea mai bună ecranizare la Festivalul regional de filme din Riga (ediția VIII-a, 1968), fiind însă interzis de autoritățile comuniste începând din 1968 din cauza substratului său religios și putând fi vizionat din nou abia după prăbușirea regimului sovietic.
Structurat în jurul prozei experimentale omonime a lui Ioviță, Se caută un paznic a beneficiat de o atenție specială datorită coloanei sonore realizate de compozitorul Eugen Doga. Criticul de film moldovean Ana-Maria Plămădeală consideră că muzica se află în armonie cu „simbioza comică și filozofică” a filmului, iar muzica și filmul au creat o satiră discretă a presiunilor sovietice asupra populației locale: „Stilul sintetic al structurii melodice îi ajută pe tinerii cineaști să transfere ideile lui Creangă într-o lume de opresiune totalitară, subliniind aspirația eternă a unei națiuni bântuite de atrocitățile istoriei spre emancipare spirituală”. Un verdict similar a fost atribuit textului original al lui Ioviță de către criticul literar Viorica Stamati-Zaharia, care a detectat posibile ironii îndreptate înspre liniile directoare ale realismului socialist.

## Legături externe
- Se caută un paznic la Internet Movie Database

## Vezi și
- Listă de filme moldovenești
- 1976 în film